# ریدنبورگ
شهر ریدنبورگ (به آلمانی: Riedenburg) در ایالت بایرن در کشور آلمان واقع شده‌است.